# Волосенков, Феликс Васильевич
Феликс Васильевич Волосенков (15 апреля 1944, Красноармейск, Сталинская область — 5 марта 2025, Санкт-Петербург) — советский и российский живописец. Заслуженный художник Российской Федерации (2010). Академик Российской академии художеств.

## Биография
Феликс Волосенков родился в городе Красноармейске Донецкой области в 1944 году. Окончил Художественное училище города Баку. Затем учился на художника-постановщика в ЛГИТМиКе.
С 1984 года Волосенков выставляется вместе с Валерием Луккой и Вячеславом Михайловым. Вместе с В. Луккой и В. Михайловым образовал группу «Три богатыря». Своим призванием художники видят ниспровержение отживших своё живописных канонов.
В 1994 году с целью поддержки и развития новых направлений актуального искусства основал Санкт-Петербургскую Академию современного искусства Бессмертных.
В 2012 году был приглашён в Самарский театр оперы и балета в качестве художника-постановщика балета С. Прокофьева «Ромео и Джульетта», в 2013 году оформил в этом же театре балет «Дама пик» на музыку А. Чайковского.
Президент Санкт-Петербургской академии современного искусства бессмертных, член Санкт-Петербургского союза художников России, член правления Санкт-Петербургского Союза художников России, член Союза художников Италии, участник и призёр нескольких международных биеннале изобразительных искусств, заслуженный художник Российской Федерации, академик Российской академии художеств.
Для живописи Волосенкова характерно использование смешанной техники, придание работам фактуры за счет использования ткани, поролона, левкаса и т. д. Неизменный персонаж работ Волосенкова — бог Волос, древнеславянское божество. Большинство работ мастера трактуется как явление Волоса через пейзаж, натюрморт, различные сцены и сюжеты.
В 2012 году совместно с художниками Наталией Цехомской и Алексеем Ярыгиным была создана творческая группа «Алхимия».
Жил и работал в Санкт-Петербурге. Скончался 5 марта 2025 года.

## Выставки
2024
- 100 лет без Ленина (30-летию СПб академии современного искусства Бессмертных). — Новый музей. Санкт-Петербург. 8 мая — 9 июня 2024[2].
- Территория сдвига (персональная выставка Ф. Волосенкова). — Новый музей. Санкт-Петербург. 17 апреля — 5 мая 2024[3].

2023
- «13». Академия бессмертных. — Артмуза. Санкт-Петербург. 3 февраля — 4 апреля 2023[4][5].

2022
- Санкт-Петербург, галерея Артефич, «Отражение страсти», апрель — май, 2022.
- Москва, выставочные залы Российской Академии Художеств, «Современное Славянское Искусство», апрель — май, 2022.

2021
- Краснодар, Государственный Художественный Музей им. Коваленко, «Алхимия», совместно с Алексеем Ярыгиным и Наталией Цехомской, январь — февраль, 2021.

2020
- Санкт-Петербург, Государственный Русский Музей, «Триллиард портретов в Русском Музее — Лица Русского Музея», Март — Апрель, 2020.

2019
- Мангейм, Германия, галерея Boehner, «Алхимия», с Наталией Цехомской и Алексеем Ярыгиным, 25 октября 2019 — 10 марта 2020 гг.
- Театр Карло Гольдони, Коринф, Италия — Отель «Европа», Сенигаллия, Италия, «Вздох Мира — 2019», Международная выставка искусств, июль — сентябрь, 2019.
- Галерея «Арт-объект», ВЫСТАВКА «с УТРА ДО ВЕЧЕРА», МАЙ — ИЮЛЬ.
- Новый Музей, Санкт-Петербург, «Искусство, как возможность Эксцессии», март-апрель.

2018
- Музей Современных Искусств им. С. П. Дягилева СПбГУ, «Алхимия лета 2017 года», май, 2018.
- Музей Art Investment Club (AIC), Шэньчжэнь, Китай, «Один пояс — один Путь», выставка — культурный обмен Китай — Запад, совместно с Наталией Цехомской и Алексеем Ярыгиным, май, 2018.

2017
- Галерея Boehner, Мангейм, Германия, «Алхимия. Святые», совместно с Наталией Цехомской и Алексеем Ярыгиным, сентябрь — февраль, 2018
- Театр Карло Гольдони, Коринф, Италия — Отель «Европа», Сенигаллия, Италия, «Посвящение Эдгару Дега», Международная выставка искусств, июль — сентябрь, 2017.
- Art Investment Club — Международная Выставка Современного Искусства, Дунгуань, Китай, Июль — Август, 2017.
- Новгородский Центр Современного Искусства, «Однажды Овен, Рак и Лев…», С Наталией Цехомской и Алексеем Ярыгиным, 28 апреля — 28 мая, 2017.

2016
- «Суперструны Кандинского». Музей нонконформистского искусства, г. Санкт-Петербург. Коллективная выставка с участием Олигерова Александра, Духовлинова Владимира, Ковальского Сергея, Кошелохова Боба, Макарова Владислава, Оласюк Ивана, Уянаева Аслана, Шалабина Валерия, Филова Дмитрия и др[6].

2013
- Вена, Музей Актуального (Молодого) Искусства (MOYA), Vienna Showcase, «Волшебные сказки», совместно с Алексеем Ярыгиным и Наталией Цехомской, октябрь.
- Берлин, Berliner Liste Contemporary Art Fair, «Алхимия», совместно с Алексеем Ярыгиным и Наталией Цехомской, сентябрь, 2013.
- Сенигаллия — Коринальдо, Италия, Международное Биеннале Изобразительных искусств «Вздох Мира», совместно с Алексеем Ярыгиным и Наталией Цехомской, июль-сентябрь, 2013.
- Санкт-Петербург, Музей Нонконформистского Искусства, «Синайский гобелен» (посвящение Эдварду Уитмору), совместно с Алексеем Ярыгиным и Наталией Цехомской, март, 2013.
- Санкт-Петербург, галерея «Мастер-класс», «Пейзаж с фигурой», совместно с Валерием Луккой, февраль — март.

2012
- Донецк, Донецкий Государственный Художественный Музей, «Нева течет к терриконам», ноябрь — декабрь.
- Берлин, Artisan Direct Art Holding — Temporary Gallery Berlin, «Метаморфозы», совместно с Наталией Цехомской и Алексеем Ярыгиным, 17 ноября — 31 декабря, 2012
- Сенигаллия — Анкона, Италия, 3-е Международное Биеннале Изобразительных искусств и литературы, июль-сентябрь. Награждён Медалью 3-го Международного Биеннале Изобразительных Искусств и Литературы, Диплом и звание "Мастер Изобразительных Искусств.

2011
- ЦВЗ «Манеж», «Окоём Ойкумены», Санкт-Петербург, декабрь.

2009
- «Сто лет русскому балету» Бостон, США

2008
- «Самоидентификация, как явление Бога Волоса», Галерея «Арт реФлекс», Санкт-Петербург, Россия
- «Нева течет через Николаев как явление Бога Волоса», Николаевский Художественный Областной Музей им. В. В. Верещагина, Николаев, Украина
- «Явление Бога Волоса в виде Графической Парадигмы», Галерея «МАрт», Санкт-Петербург, Россия

2007
- «Люди, карты, etc…», Музей Современного Искусства, Москва, Россия

2006
- Международный выставочный павильон — Парк экспозиций, совместно с Наталией Цехомской и Алексеем Ярыгиным, Нанси, Франция
- «Живопись», Дом Архитектора, Москва, Россия
- Музей Нонконформистского Искусства, «Четверо в городе, считая собаку», совместно с Наталией Цехомской и Алексеем Ярыгиным, февраль-март.

2004
- «Явление Бога Волоса в виде произведений Феликса Волосенкова», Государственный Русский Музей, Санкт-Петербург, Россия.

2003
- «Явление Бога Волоса в Минске», Музей Современного Изобразительного Искусства г. Минска, Минск, Белоруссия
- «Явление Бога Волоса в виде 16-ти Славянских рун», центр искусств им. Дягилева, Санкт-Петербург, Россия
- «Явление Бога Волоса в виде Да Да-Да» галерея СПАС, Санкт-Петербург, Россия
- «Сны Нострадамуса», Арт-подвал « Бродячая Собака» Санкт-Петербург, Россия

2002
- Галерея «Art & Actualitе», совместно с Н. Цехомской и А. Васильевым, Париж, Франция
- «1 + 1», совместно с В. Луккой, галерея «Северная Столица», Санкт-Петербург, Россия

2001 — «Будем, как Солнце…», совместно с Алексеем Ярыгиным, галерея современного искусства «Аврора», Тверь, Россия
- «Лето…Забор…Иллюзия счастья …», галерея «Дельта», Санкт-Петербург, Россия

2000 — «Tres Faciunt Collegium» («Три лица образуют коллегию») совместно с В. Луккой и В. Михайловым, Музей Нонконформистского искусства, Санкт-Петербург, Россия
- «Эротическая выставка» совместно с В. Луккой и В. Михайловым, Центральный выставочный зал «Манеж», Санкт-Петербург, Россия

1999 — «Центральный выставочный зал „Манеж“», Санкт-Петербург, Россия
1993 — Русская галерея, совместно с Луккой и Михайловым, Пьяченца, Италия
1991 — Музей русского искусства, совместно с Луккой и Михайловым, Киев, Украина
1989 — выставочный зал «Якиманка», Москва, Россия
1988 — галерея «Марс», Ленинград
1987 — Ленинградский Дворец молодежи, совместно с Луккой и Михайловым, Ленинград
1985 — Дом искусств им. Станиславского, Ленинград
1984 — Голубая гостиная, Ленинградский Союз художников, совместно с Луккой и Михайловым, Ленинград

## Работы находятся в собраниях
- Государственный Эрмитаж, Санкт-Петербург, Россия
- Государственный Русский музей, Санкт-Петербург, Россия
- Государственная Третьяковская Галерея, Москва, Россия
- Московский музей современного искусства, Москва, Россия
- Музей современного искусства Эрарта, Санкт-Петербург, Россия
- Стеделийк Музей, Амстердам, Нидерланды
- Музей современных искусств им.С.П.Дягилева СПбГУ, Санкт-Петербург, Россия
- Музей современного искусства ЕАО,  Биробиджан, Россия
- Музей Нонконформстского искусства, Санкт-Петербург, Россия
- Калининградский областной музей изобразительных искусств, Калининград, Россия.
- Оренбургский Областной Музей Изобразительных искусств, Оренбург, Россия.
- Новосибирская областная галерея, Новосибирск, Россия
- Музей Сакима Арт, Окинава, Япония.
- Музей Современного Изобразительного Искусства, Минск, Беларусь
- Национальный Художественный Музей республики Беларусь
- Центральный выставочный зал «Манеж», Санкт-Петербург, Россия
- Национальный художественный музей Республики Саха, Якутск.
- Музей русского искусства, Киев, Украина
- Государственный Музей Искусств республики Казахстан, Алма-Ата
- Собрание библиотеки книжной графики, Санкт-Петербург, Россия
- Кунст- музей, Фредериксхавн, Дания
- Замек — Музей, Мальборк, Польша
- Тверская Областная Картинная Галерея, Тверь, Россия
- Государственный Музей Изобразительного Искусства Республики Татарстан, Казань, Россия
- Томский Государственный Музей Изобразительных Искусств, Россия
- Пермская художественная галерея, Пермь, Россия
- Музей изобразительных искусств Республики Карелия, Петрозаводск, Россия
- Российский фонд культуры, Москва, Россия
- Самарская Картинная галерея, Самара, Россия.
- Ставропольская Государственная Картинная галерея, Ставрополь, Россия
- Астраханская Государственная Картинная галерея им. Б. М. Кустодиева, Россия.
- Художественный музей, Нарва, Эстония
- Музей Зиммерли, собрание Нортона и Нэнси Додж, Нью-Джерси, США
- Художественный музей, Кросно, Польша

в частных коллекциях в России, США, Германии, Польши, Италии, Австрии, Корее.

## Награды
- Заслуженный художник Российской Федерации (16 февраля 2010 года) — за заслуги в области изобразительного искусства[7].
- Сенигаллия — Анкона, Италия, 3-е Международное Биеннале Изобразительных искусств и литературы, июль-сентябрь.

Награждён Медалью 3-го Международного Биеннале Изобразительных Искусств и Литературы, Диплом и звание «Мастер Изобразительных Искусств».
- 31 марта 2005 года награждён медалью Дягилева «За преданность Искусству».